# Пјер де Ферма
Пјер де Ферма (фр. Pierre de Fermat; Бомон де Ломањ, 17. август 1601 — Кастр, 12. јануар 1665) био је француски математичар и правник у тулуском парламенту. Уз Декарта, један је од најзначајнијих математичара Француске 17. века. 
Био је син трговца кожом. Студирао је на универзитетима у Тулузу, Орлеану и Бордоу и завршио право. Још као студент показивао је несумњиви таленат за математику истакавши се 1629. својом рестаурацијом Аполонијевог дела лат. Plane loci (у слободном преводу „Значајне тачке у равни“). Био је један од зачетника диференцијалног рачуна са својим методом проналажења највећих и најмањих ордината кривих линија, аналогним тада још непознатом диференцијалном рачуну. Можда су још значајнија његова бриљантна истраживања у теорији бројева. Такође су нотабилни његови доприноси аналитичкој геометрији и вероватноћи. Најпознатији је по свом Фермаовом принципу за ширење светлости и по својој Ферматовој последњој теореми у теорији бројева, коју је описао у белешци на маргини копије Диофантове Аритметике. Он је био и адвокат при Парламенту у Тулузу, Француска.

## Биографија
Ферма је рођен 1607. године у Бомон де Ломању, Француска. Вила из касног 15. века у којој је рођен Ферма сада је музеј. Он је био из Гаскоње, где је његов отац Доминик Ферма био богати трговац кожом и служио је три једногодишња мандата као један од четири конзула Бомон де Ломања. Његова мајка је била Клер де Лонг. Пјер је имао једног брата и две сестре и сматра се да је одрастао у месту у коме је рођен.
Он је похађао Универзитет у Орлеану од 1623. године и дипломирао је грађанско право 1626. године, пре него што се преселио у Бордо. У Бордоу је започео своја прва озбиљна математичка истраживања, а 1629. је једном од тамошњих математичара поклонио копију своје рестаурације Аполонијеве De Locis Planis. Свакако, у Бордоу је био у контакту са Бограном и за то време је произвео важан рад о максимумима и минимумима који је дао Етјену д'Еспању који је делио математичка интересовања са Фермаом. Тамо је био под великим утицајем дела Франсоа Виета.
Године 1630, купио је функцију саветника у парламенту Тулуза, једном од Високих судова у Француској, и положио је заклетву Великом већу у мају 1631. Ову функцију је обављао до краја живота. Ферма је тиме стекао право да промени своје име из Пјер Ферма у Пјер де Ферма. Ферма се 1. јуна 1631. оженио Луизом де Лонг, четвртом рођаком његове мајке Клер де Ферма (рођене де Лонг). Фермаови су имали осморо деце, од којих је петоро преживело до пунолетства: Клеман-Самјуел, Жан, Клер, Кетрин и Луиз.
Течно је говорио шест језика (француски, латински, окцитански, класични грчки, италијански и шпански), Ферма је био хваљен због својих писаних стихова на неколико језика и жељно је тражен његов савет у вези са изменама грчких текстова. Већину свог рада је комуницирао у виду писмима пријатељима, често са мало или без доказа својих теорема. У неким од ових писама својим пријатељима, истраживао је многе фундаменталне идеје рачуна пре Њутна или Лајбница. Ферма је био школовани правник који је математику чинио више хобијем него професијом. Ипак, дао је значајан допринос аналитичкој геометрији, вероватноћи, теорији бројева и рачуну. Тајновитост је била уобичајена у европским математичким круговима у то време. То је природно довело до приоритетних спорова са савременицима као што су Декарт и Волис.
Андерс Халд пише да су „Основе Фермаове математике биле класичне грчке расправе комбиноване са Виетиним новим алгебарским методама.“

## Велика Фермаова теорема
Де Ферма је познат по својој Великој Фермаовој теореми, која се још зове и Последња Фермаова теорема и каже:
Једначина {\displaystyle x^{n}+y^{n}=z^{n}\,}
нема целобројних решења за {\displaystyle n>2\,}, осим тривијалних са 0 и 1.
Када је преминуо, у његовој заоставштини је на маргини Диофантове књиге Аритметика пронађен запис у коме Ферма тврди како је пронашао елегантан доказ за ово тврђење, али да су маргине дате књиге сувише мале да би доказ на њима извео. Наредних 300 година математичари широм света су покушавали да нађу овакав доказ, и у томе су успели тек крајем 20. века. Проблем је решен уз употребу „тешке артиљерије“ из теорије алгебарских кривих и теорије група. Велику Фермаову теорему доказао је Ендру Вајлс 1993. године, међутим испоставило се да је доказ имао неколико слабости, па је Вајлс уз помоћ колеге Ричарда Тејлора те слабости отклонио и доказ је коначно објављен 1995. године.

## Оцена његовог рада
Заједно са Ренеом Декартом, Ферма је био један од два водећа математичара прве половине 17. века. Према Питеру Л. Бернштајну, у својој књизи Против богова из 1996. године, Ферма је „био математичар ретке моћи. Он је био независни проналазач аналитичке геометрије, допринео је раном развоју рачуна, истраживао је тежину земље, а радио је на преламању светлости и оптици. У току, како се показало, проширене преписке са Блезом Паскалом, дао је значајан допринос теорији вероватноће. Али Фермаово крунско достигнуће било је у теорији бројева."
Што се тиче Фермаовог рада на анализи, Исак Њутн је написао да су његове сопствене ране идеје о рачуну произашле директно из „Фермаовог начина цртања тангента.“